# 애니콜 V840
애니콜 SCH-V840은 삼성전자에서 2005년에 출시한 휴대 전화이다.
이 전화는 15.9mm의 얇은 두께를 자랑한다.

## 세부 모델
| 모델명    | 통신사     | 통신 방식 |
| --------- | ---------- | --------- |
| SCH-V840  | SK텔레콤   | EV-DO     |
| SPH-V8400 | KT         | EV-DO     |
| SPH-V8450 | LG유플러스 | EV-DO     |

## 같이 보기
- 애니콜 스킨